# ホラント王国

ホラント王国
Koninkrijk Holland (オランダ語)
Royaume de Hollande (フランス語)

国の標語: Eendragt maakt magt（オランダ語）
団結は力なり
ホラント王国の地図（1807年）

ホラント王国（ホラントおうこく、オランダ語: Koninkrijk Holland、フランス語: Royaume de Hollande）は、1806年から1810年まで現在のオランダに存在した、フランス帝国の衛星国である。この王国を指してオランダ王国と呼ぶこともある。
フランス皇帝ナポレオン1世によって送り込まれた弟ルイ・ボナパルトを国王（ローデウェイク1世）とし、バタヴィア共和国に代わって成立した。国名は、かつてネーデルラント連邦共和国において中心的な存在であったホラント州に由来する。
大陸封鎖令（1806年）をルイが拒否したことや、密貿易の横行、さらにイギリス軍が1809年にゼーラントへ上陸したことなどから、1810年にフランスの侵攻を受けて完全に併合された。侵攻前に退位したルイに代わり、息子のナポレオン・ルイ（ローデウェイク2世、後のナポレオン3世の兄）が、併合される前の10日間だけ王位に就いた。